# 维多利亚州立图书馆

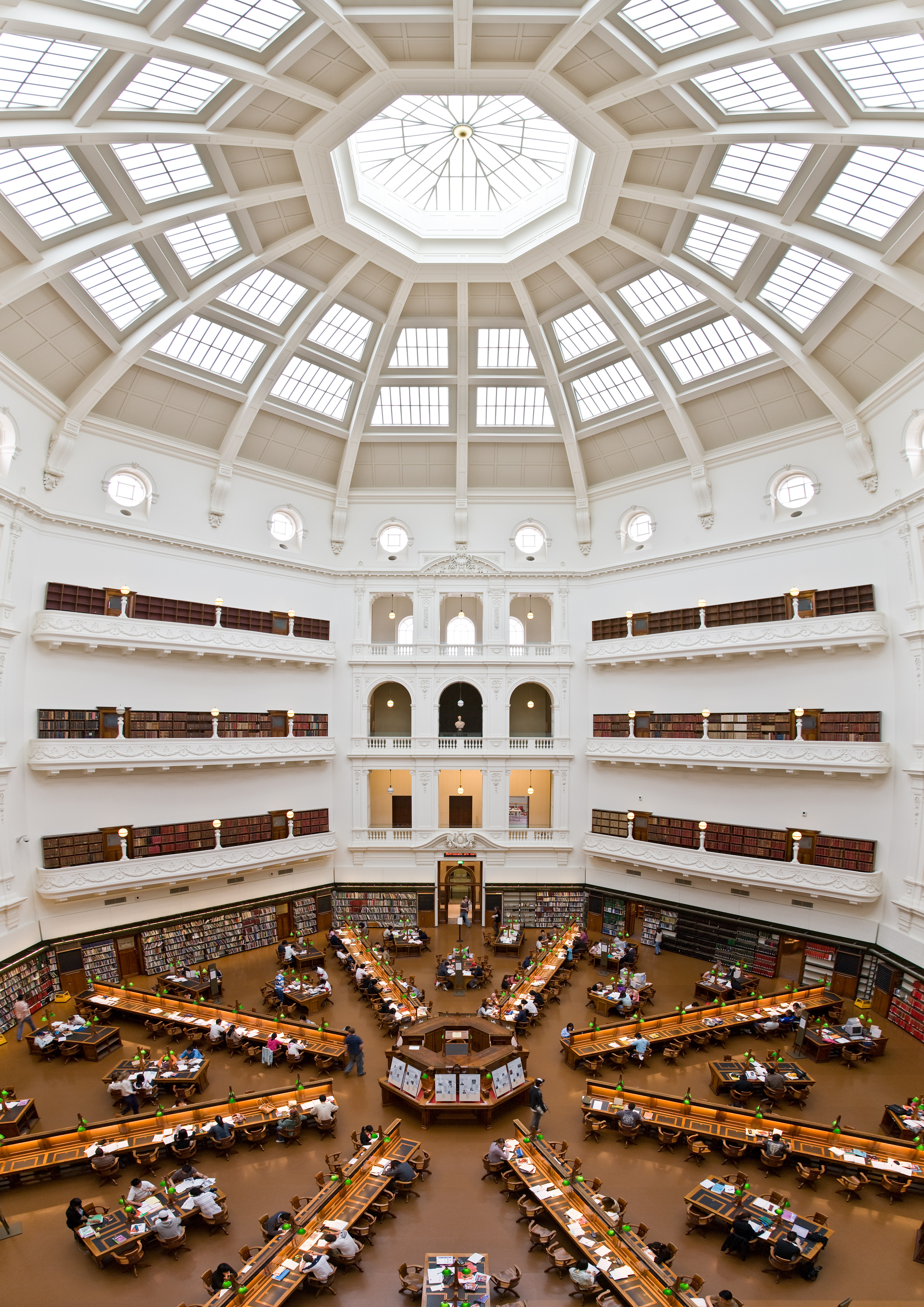
阅览室

维多利亚州立图书馆位于澳大利亚维多利亚州墨尔本市中心，成立于1854年（与墨尔本大学同时奠基），1856年开放，拥有藏书200万册。2018年時，維多利亞州立圖書館是世界參觀者數第四多的圖書館。
维多利亚州立图书馆为当地建筑师Joseph Reed设计，他还设计了墨尔本市政厅。